# Petri Nygård
Petri Nygård, pseudonimo di Petri Jukka Mikael Laurila (Kristianstad, 8 febbraio 1975), è un rapper finlandese.
È anche conosciuto sotto gli pseudonimi Dream (nel duo rap Nuera) e come Travis Bicle.

## Biografia
Petri Laurila nacque a Kristianstad da famiglia finnosvedese. In Svezia trascorse la sua infanzia frequentando la scuola elementare di lingua finlandese di Gävlen. Dopo essere entrato nell'esercito, si trasferì a Chicago e successivamente in Finlandia, a Tampere e ad Helsinki. Petri trovò inizialmente successo grazie al rilascio online di Vitun Suomirokki nel 2000 attraverso la Poko Rekords e divenne disco di platino dopo aver venduto 17000 copie. Anche in singolo anticipatore, Kanava Nolla (antakaa mun olla) divenne famoso, vendendo 9000 copie. Il suo album di debutto Mun levy! divenne disco d'oro, avendo venduto oltre 25000 copie.

### Nuera
Petri Laurila iniziò la sua carriera come parte del duo rap Nuera. Era conosciuto anche come MC sotto lo pseudonimo Dream, mentre il suo compagno nel gruppo era Henry Kaprali, conosciuto come Skem. Essi erano attivi negli anni novanta, pubblicando numerose cassette grazie alla Open Records. I Nuera collaborarono anche con altri artisti della casa discografica.

### Travis Bicle
Il duo si sciolse quando Henry Kapralin (Skem) si trasferì a New York City entrando nella Turnin' Records come produttore.
Perciò Petri scelse un nuovo pseudonimo, Travis Bicle, e pubblicò un album nel 2007 intitolato Committed prodotto da Kapralin e dalla Turnin' Records.

### Solista come Petri Nygård
Petri Laurila continuò con la sua carriera da rapper scegliendo come pseudonimo Petri Nygård. Dopo i successi nel 2000 e 2001, egli ritornò sulle scene musicali nel 2009 con nuovi brani disponibili solamente online. Pubblicò pure sempre nel 2009 un album di studio intitolato Kaikkee pitää olla. Successivamente, nel febbraio 2011 pubblicò un nuovo album intitolato Kaikki tai ei mitään. Da quest'ultimo album vennero tratti diversi singoli: il primo, nel novembre 2010, si intitola Sarvet esiin ed è stato composto assieme alla band thrash metal finlandese Mokoma. Il secondo singolo, intitolato Selvä päivä, composto assieme a Lord Est, raggiunse la numero uno della classifica dei singoli finlandesi.
Il 20 gennaio 2012 Petri Nygård ha vinto un premio Emma come Innovatore dell'anno durante gli Emma gaala tenutisi alla Barona Areena di Espoo. Due giorni dopo viene pubblicato un video di ringraziamenti per l'Emma Award vinto, dove viene inoltre annunciata l'uscita del nuovo singolo Märkää, che è stato pubblicato il 27 febbraio 2012. Lo stesso giorno venne pubblicata la notizia che il settimo album di studio del rapper uscirà il 25 aprile e si intitolerà Mun mielestä. Lo stesso giorno venne pubblicato il secondo singolo tratto dall'album, Päästä(n) höyryy. Il 25 giugno, due mesi dopo il singolo precedente, venne pubblicato il terzo singolo, Kerran kesässä, scritto in collaborazione con i Klamydia.
Il 18 febbraio 2013 è uscito un nuovo singolo, 3 asiaa, con il relativo video musicale.

## Discografia
- 2000 - Pillumagneetti
- 2000 - Mun levy!
- 2001 - Petri presidentixi
- 2002 - Hovinarrin paluu!
- 2009 - Kaikkee pitää olla
- 2011 - Kaikki tai ei mitään
- 2012 - Mun mielestä
- 2013 - Valmis mihin vaan
- 2020 - Alaston Suåmi